# Вулиця Професора Балінського
Ву́лиця Професора Балінського — вулиця в Голосіївському районі міста Києва, житловий масив Теремки-II. Пролягає від вулиці Героїв Маріуполя до вулиці Юлії Здановської.
Прилучається вулиця Самійла Кішки.

## Історія
Вулиця виникла в 60-ті роки XX століття під назвою  Нова. Сучасна назва на честь російського вченого Сергія Костичева — з 1961 року. 
27 жовтня 2022 року депутати Київської міської ради проголосували за проєкт рішення про перейменування вулиці на честь біолога Бориса Балінського.

## Забудова
Вулиця перетинає річку Борщагівка.
Тут розташовувалися одно-двоповерхові корпуси та житлові будинки Інституту садівництва. 
3 2012 по 2017 рік у кварталі між вулицями Професора Балінського, Самійла Кішки та Степана Рудницького побудовано новий житловий комплекс «Венеція» (забудовник компанія «Ліко-холдінг»). У зв'язку з цим стара забудова вулиці була цілком ліквідована і фактично вулиця змінила своє пролягання. 
З 2017 року припинено наскрізний автомобільний рух вулицею через облаштування пішохідної зони вздовж озер парку «Теремки».